# Departamento San Martín (Santiago del Estero)
San Martín es un departamento en la provincia de Santiago del Estero (Argentina), en la margen izquierda del Río Dulce. Limita al norte con Robles, al este con Sarmiento, al Sudeste con Avellaneda, al sudoeste con Atamisqui y Loreto, y al oeste con Silípica (Estos tres últimos separados por el Río Dulce).

## Límites
La ley provincial N° 353, que fue sancionada el 11 de noviembre de 1911, dividió el territorio de la provincia en departamentos, estableciendo los siguientes límites para el Departamento San Martín:

Forma este Departamento el actual Silípica segundo disminuido en la parte al occidente del Canal de Tuama a Loreto y aumentado: con la porción del Departamento Loreto al oriente del cauce del Río Dulce que pasa al Este del lugar denominado Chimpa – Machu, y las partes del hoy Departamento Matará al Oeste de la vía del F.C.C.A.
 Sus límites son: por el Norte el Departamento Robles; por el Este la línea del F.C.C.A. que los separa del proyectado Departamento Sarmiento; por el Sur, el proyectado Departamento Avellaneda y por el Oeste, el Río Dulce y el Canal de Tuama a Loreto.
 Pitambalá y Sillapi están en este Departamento.
 La Capital es la Estación Taboada – F.C.C.A. y su ejido.

## Distritos
La ley provincial N° 260, que fue sancionada el 19 de agosto de 1910, dividió el territorio del departamento entre los siguientes distritos:
- Sumamao
- Suncho Pozo
- Gallegos
- Cancinos
- Higuera
- Tuama
- Majada
- Diazpa
- Barranca

## Localidades y parajes
- Brea Pozo
- Estación Robles
- Estación Taboada
- Átoj Pozo
- Ashpa Sinchi
- Barrancas Coloradas
- Brea Pozo Viejo
- Chéej
- Colonia Pinto
- Diaspa
- Kilómetro 25
- La Blanca
- La Higuera
- La Verde
- Laguna Blanca
- Linton
- Los Gallegos
- Majadas Sud
- Pampa Atun
- Percas
- Perchil Bajo
- Pozo Mósoj
- Puestito
- Quimilíoj
- San José de Flores
- San Pascual
- Suncho Pozo
- Tío Pozo
- Tres Jazmines
- Tuamilla
- Villa Nueva

## Sismos de Santiago del Estero
El 1 de enero de 2011 (14 años), 21 de febrero y el 2 de septiembre de 2011, varias extensas áreas fueron epicentro de sismos de 7,0; 5,9; y 6,9 grados en la escala de Richter, aunque sin causar daños ni víctimas, pues se registraron a profundidades de 600 km; y los movimientos telúricos llegaron a sacudir edificios altos en varias provincias, incluyendo la ciudad de Buenos Aires.

### Sismicidad
La sismicidad del área de Santiago del Estero es frecuente y de intensidad baja, y un silencio sísmico de terremotos medios a graves cada 40 años.
El 4 de julio de 1817 (207 años), sismo de 1817 de 7,0 Richter, con máximos daños reportados al centro y norte de la provincia, donde se desplomaron casas y se produjo agrietamiento del suelo, los temblores duraron alrededor de una semana. Se estimó una intensidad de VIII grados Mercalli. Hubo licuefacción con grandes cantidades de arena en las fisuras de hasta 1 m de ancho y más de 2 m de profundidad. En algunas de las casas sobre esas fisuras, el terreno quedó cubierto de más de 1 dm de arena.
Aunque la actividad geológica ocurre desde épocas prehistóricas, el sismo del 20 de marzo de 1861 (163 años) señaló un hito importante dentro de la historia de eventos sísmicos argentinos ya que fue el más fuerte registrado y documentado en el país. A partir del mismo la política de los sucesivos gobiernos provinciales y municipales han ido extremando cuidados y restringiendo los códigos de construcción. Pero solo con el terremoto de San Juan del 15 de enero de 1944 (81 años) los Estados provinciales tomaron real estado de la gravedad sísmica de la región.